# Jēkabs Kazaks
Jēkabs Roberts Kazaks (ur. 18 lutego 1895 w Rydze, zm. 30 listopada 1920 tamże) – łotewski malarz i grafik modernistyczny.

## Życiorys
Studiował w Rydze: najpierw u Jūlijsa Madernieksa, a później w Szkole Sztuk Pięknych (1912–1917), którą w 1915 ewakuowano do Penzy. Podczas I wojny światowej dwukrotnie odwiedził Moskwę, gdzie zobaczył dzieła zachodnioeuropejskich mistrzów modernizmu. Tworzył pod wpływem postimpresjonistów i niemieckich ekspresjonistów. W 1919, wraz z Romansem Sutą, Ģedertsem Eliassem, Niklāvsem Strunke, Valdemārsem Tone i Konrādsem Ubānsem założył Grupę Ekspresjonistów, która wydała ważny dla sztuki łotewskiej zbiór linorytów Ekspresionisti (1919) przedstawiający trudy i cierpienia Łotyszy, które przyniosła wojna. W zbiorze znajdują się trzy prace Kazaksa. W 1920, Ekspresjoniści zmienili nazwę na Grupę Artystów Ryskich (1920–1938), i zorganizowali wystawę w Muzeum Sztuki w Rydze, która była znaczącym krokiem do akceptacji modernizmu na Łotwie. W odpowiedzi na nowoczesne prace przedstawione na wystawie, środowiska konserwatywne prowadzone przez dwóch profesorów akademickich utworzyły własny pokaz oraz wykład potępiający awangardę i Grupę Artystów Ryskich. Kazaks, jako przywódca Grupy, cierpiał pod wpływem uwagi opinii publicznej i ostrej krytyki. Już wcześniej wątłego zdrowia, zmarł 30 listopada 1920 na tuberkulozę.